# Santa Iria de Azoia
Santa Iria de Azoia era una freguesia portuguesa del municipio de Loures, distrito de Lisboa.

## Historia
Fue suprimida el 28 de enero de 2013, en aplicación de una resolución de la Asamblea de la República portuguesa promulgada el 16 de enero de 2013 al unirse con las freguesias de Bobadela y São João da Talha, formando la nueva freguesia de Santa Iria de Azoia, São João da Talha e Bobadela.